# Jackson Lake Lodge
Die Jackson Lake Lodge ist eine Hotelanlage im Jackson-Hole-Tal des Grand Teton National Park im U.S. Bundesstaat Wyoming. Eigentümer ist der National Park. Seit 1982 findet dort das jährliche „Jackson Hole Economic Symposium“ statt, ein Treffen der Leiter der Zentralbanken der wichtigsten Industrie- und Schwellenländer. Gastgeber ist traditionell die Federal Reserve Bank of Kansas City – eine von zwölf Regionalbanken, die zusammen das Federal Reserve System der USA bilden.
Die Lodge wurde 1955 eröffnet. Sie verfügt über 385 Zimmer, Restaurants, Konferenzräume etc., außerdem werden zahlreiche Möglichkeiten für Freizeitaktivitäten angeboten. Von der Lodge hat man einen sehr schönen Blick auf die Teton-Range-Bergkette und den Jackson Lake.
Auf dem Grundstück befand sich ab 1922 das Amoretti Hotel und die Camp Company’s Jackson Lake Lodge. Diese Anlagen wurden beim Bau der Jackson Lake Lodge abgerissen. Der Bauherr der Lodge, John D. Rockefeller, Jr., beauftragte den Architekten Gilbert Stanley Underwood mit der Planung der Jackson Lake Lodge. Das Gebäude ist gekennzeichnet durch den Übergang von einem bisher in den National Parks üblichen rustikalen zu einem modernen Erscheinungsbild. Der Entwurf war zunächst umstritten, heute wird die gelungene Anpassung an die natürliche Umgebung gelobt. Die Lodge hat die Architektur von nachfolgenden Gebäuden in den nordamerikanischen Nationalparks geprägt. Im Juli 2003 wurde die Lodge als Historic District im National Register of Historic Places eingetragen und erhielt den Status eines National Historic Landmarks zuerkannt.